# Guvernul Emil Boc (1)

Guvernul Emil Boc cu prilejul învestiturii

Guvernul Emil Boc (1) a deținut puterea executivă în România din 22 decembrie 2008 până în 23 decembrie 2009. Din 13 octombrie 2009, când a fost demis prin moțiune de cenzură, a continuat să funcționeze interimar, fiind obligat să îndeplinească „numai actele necesare pentru administrarea treburilor publice, până la depunerea jurământului de membrii noului Guvern”. Acest guvern este succesorul Guvernului Popescu Tăriceanu, pe care l-a înlocuit la finalul anului 2008. Este, de asemenea primul guvern român care a căzut prin moțiune de cenzură după revoluție, după adoptarea acestui act de către Parlament la 13 octombrie 2009.

## Istoric
La data de 10 decembrie 2008, Theodor Stolojan este nominalizat de președintele Traian Băsescu în funcția de prim ministru desemnat  , acesta din urmă demarând negocierile pentru formarea unei coaliții parlamentare pentru susținerea guvernului.[nefuncțională]
 Sprijinul parlamentar este obținut formal în data de 14 decembrie 2008 când PD-L și alianța PSD+PC ajung la un acord de guvernare intitulat "Parteneriat Pentru România".  Arhivat în 12 ianuarie 2012, la Wayback Machine. O zi mai târziu, după semnarea acordului,  Theodor Stolojan își anunță demisia [nefuncțională]
.
Pe 15 decembrie 2008, prim ministru desemnat devine Emil Boc, pe baza acordului deja semnat între PD-L si PSD+PC. La data de 18 decembrie 2008, premierul desemnat Emil Boc anunță componența noului cabinet Arhivat în 19 decembrie 2008, la Wayback Machine.[nefuncțională]
[nefuncțională]
. Noul guvern primește votul de învestitură din partea Parlamentului în data de 22 decembrie 2008. Funcționarea guvernului Boc a fost defectuoasă de la început [nefuncțională]
  Arhivat în 17 iulie 2020, la Wayback Machine., distensiunile dintre membrii guvernului accentuându-se odată cu apropierea campaniei electorale pentru alegerile prezidențiale din 2009.[nefuncțională]
[nefuncțională]
 La 1 octombrie 2009 alianța PSD+PC părăsește guvernul Boc, miniștrii săi demisionând din guvern [nefuncțională]
.
In aceeași zi, 1 octombrie 2009, PD-L iși asumă susținerea unui guvern minioritar . În această formulă, guvernul era format dintr-un număr redus de miniștrii - 10 din care 8 gestionau cate două portofolii ministeriale [nefuncțională]
 Acest guvern a funcționat în această componență redusă până la data de 13 octombrie 2009 când va fi demis în parlament  Arhivat în 15 decembrie 2009, la Wayback Machine. ca urmare a adoptării unei moțiuni de cenzură depusă de opoziție 
Începând cu 13 octombrie 2009, guvernul în componența sa redusă, a funcționat ca guvern interimar, pe întreaga perioadă electorală, până la 23 decembrie 2009 când un nou guvern este validat si depune jurământul 
Pe 14 octombrie 2009, președintele Traian Băsescu îl numește pe Lucian Croitoru ca premier desemnat, acesta demarând în aceeași zi consultări pentru obținerea susținerii parlamentare. Guvernul prezentat de Croitoru nu a primit votul de investitură în parlament .
Pe 6 noiembrie 2009 în urma consultărilor, președintele Traian Băsescu îl numeste pe Liviu Negoiță ca premier desemnat acesta încercând să formeze o coaliție politică de susținere în parlament. La 16 decembrie 2009 Liviu Negoiță, își depune mandatul , o zi mai târziu fiind anunțat numele noului premier.

## Problemele de la portofoliul Administrației și Internelor
Din primele luni de mandat, au apărut probleme la conducerea Ministerului Administrației și Internelor. După ce ministrul Gabriel Oprea l-a numit pe chestorul Virgil Ardelean în funcția de director al Direcției Generale de Informații și Protecție Internă, Partidul Social Democrat, din care făcea parte Oprea, i-a retras acestuia sprijinul politic, deoarece numirea lui Ardelean nu a fost făcută cu acordul conducerii partidului. Oprea a demisionat la 14 ianuarie 2009 din funcția de ministru, în ciuda protestelor organizației PSD Ilfov. El și-a apărat acțiunile, spunând că „nu a acceptat să intre în minister și să ocupe funcții importante oameni impuși pe alte criterii decât competența”.
Gabriel Oprea a fost înlocuit la 20 ianuarie de Liviu Dragnea la conducerea MAI, dar și acesta a demisionat după doar 13 zile, motivând că fondurile alocate Ministerului pentru anul 2009 sunt insuficiente pentru realizarea proiectelor asumate. Dupa demisia lui Dragnea, ministru al internelor a devenit vicepremierul Dan Nica.
Tot ministerul internelor a fost generatorul următoarei crize politice majore. Ministrul Dan Nica a declarat la 25 septembrie 2009, la Craiova, că alegerile prezidențiale ce urmau ar putea fi fraudate și că deja nu se mai poate închiria niciun autocar pentru data de 22 noiembrie 2009, ziua alegerilor, cu referire la posibila fraudare organizată prin vot multiplu la mai multe secții de votare, anunțând că autocarele folosite în acest scop vor fi confiscate. Afirmațiile sale au fost infirmate de presă, iar apoi primul ministru Emil Boc l-a făcut pe Nica răspunzător de creșterea infracționalității în România în perioada sa de mandat și a propus revocarea sa. Dan Nica a continuat să fie susținut de PSD, care a refuzat să propună un înlocuitor, și, după ce președintele a semnat decretul de revocare, acest partid s-a retras de la guvernare, toți miniștrii săi fiind înlocuiți în guvern cu interimari de la PD-L.

## Componența Guvernului Boc I
| Prim-ministru                                                                           | Nume                 | Partid      | În funcție din    | Până la          |
| --------------------------------------------------------------------------------------- | -------------------- | ----------- | ----------------- | ---------------- |
| Prim-ministru al României                                                               | Emil Boc             | PD-L        | 22 decembrie 2008 | 1 octombrie 2009 |
| Vice Prim-ministru                                                                      | Nume                 | Partid      | În funcție din    | Până la          |
| Vice Prim-ministru                                                                      | Dan Nica             | PSD         | 22 decembrie 2008 | 1 octombrie 2009 |
| Portofolii                                                                              | Nume                 | Partid      | În funcție din    | Până la          |
| Ministerul Justiției si Libertatii cetățenești                                          | Cătălin Predoiu      | Independent | 22 decembrie 2008 | 1 octombrie 2009 |
| Ministerul Apărării Naționale                                                           | Mihai Stănișoară     | PD-L        | 22 decembrie 2008 | 1 octombrie 2009 |
| Ministerul Culturii, Cultelor si Patrimoniului National                                 | Theodor Paleologu    | PD-L        | 22 decembrie 2008 | 1 octombrie 2009 |
| Ministerul Agriculturii, Pădurilor și dezvoltării rurale                                | Ilie Sârbu           | PSD         | 22 decembrie 2008 | 1 octombrie 2009 |
| Ministerul Sănătății Publice                                                            | Ion Bazac            | PSD         | 22 decembrie 2008 | 1 octombrie 2009 |
| Ministerul Afacerilor Externe                                                           | Cristian Diaconescu  | PSD         | 22 decembrie 2008 | 1 octombrie 2009 |
| Ministerul Economiei                                                                    | Adriean Videanu      | PD-L        | 22 decembrie 2008 | 1 octombrie 2009 |
| Ministerul Finanțelor Publice                                                           | Gheorghe Pogea       | PD-L        | 22 decembrie 2008 | 1 octombrie 2009 |
| Ministerul Muncii, Familiei și Protecției Sociale                                       | Marian Sârbu         | PSD         | 22 decembrie 2008 | 1 octombrie 2009 |
| Ministerul Mediului                                                                     | Nicolae Nemirschi    | PSD         | 22 decembrie 2008 | 1 octombrie 2009 |
| Ministerul Transporturilor și Infrastructurii                                           | Radu Berceanu        | PD-L        | 22 decembrie 2008 | 1 octombrie 2009 |
| Ministerul Administrației și Internelor                                                 | Gabriel Oprea        | PSD         | 22 decembrie 2008 | 13 ianuarie 2009 |
| Ministerul Administrației și Internelor                                                 | Dan Nica (interimar) | PSD         | 13 ianuarie 2009  | 20 ianuarie 2009 |
| Ministerul Administrației și Internelor                                                 | Liviu Dragnea        | PSD         | 20 ianuarie 2009  | 1 februarie 2009 |
| Ministerul Administrației și Internelor                                                 | Dan Nica             | PSD         | 2 februarie 2009  | 1 octombrie 2009 |
| Ministerul Dezvoltării Regionale și Locuinței                                           | Vasile Blaga         | PD-L        | 22 decembrie 2008 | 1 octombrie 2009 |
| Ministerul Educației, Cercetării și Inovării                                            | Ecaterina Andronescu | PSD         | 22 decembrie 2008 | 1 octombrie 2009 |
| Ministerul Tineretului și Sportului                                                     | Monica Iacob Ridzi   | PD-L        | 22 decembrie 2008 | 14 iulie 2009    |
| Ministerul Tineretului și Sportului                                                     | Luminița Plăcintă    | PD-L        | 14 iulie 2009     | 1 octombrie 2009 |
| Ministerul Turismului                                                                   | Elena Udrea          | PD-L        | 22 decembrie 2008 | 1 octombrie 2009 |
| Ministerul Comunicațiilor și al Societății Informaționale                               | Gabriel Sandu        | PD-L        | 22 decembrie 2008 | 1 octombrie 2009 |
| Ministerul pentru Întreprinderi Mici și Mijlocii, al Comerțului și al Mediul de Afaceri | Constantin Niță      | PSD         | 22 decembrie 2008 | 1 octombrie 2009 |
| Miniștrii delegați                                                                      | Numele               | Partidul    | În funcție din    | Până la          |
| Ministerul pentru Relația cu Parlamentul                                                | Victor Ponta         | PSD         | 22 decembrie 2008 | 1 octombrie 2009 |

### Componența Guvernului interimar
1 octombrie 2009 - 23 decembrie 2009
| Portofolii | Nume              | Partid      | În funcție din   | Până la           |
| --- | ----------------- | ----------- | ---------------- | ----------------- |
| Prim-ministru al României Ministerul Educației, Cercetării și Inovării (interimat)                                                                            | Emil Boc          | PD-L        | 1 octombrie 2009 | 23 decembrie 2009 |
| Ministerul Justiției si Libertății cetățenești Ministerul Afacerilor Externe (interimat)                                                                      | Cătălin Predoiu   | Independent | 1 octombrie 2009 | 23 decembrie 2009 |
| Ministerul Apărării Naționale | Mihai Stănișoară  | PD-L        | 1 octombrie 2009 | 23 decembrie 2009 |
| Ministerul Culturii, Cultelor si Patrimoniului National | Theodor Paleologu | PD-L        | 1 octombrie 2009 | 23 decembrie 2009 |
| Ministerul Transporturilor și Infrastructurii Ministerul Agriculturii, Pădurilor si dezvoltării rurale (interimat)                                            | Radu Berceanu     | PD-L        | 1 octombrie 2009 | 23 decembrie 2009 |
| Ministerul Economiei Ministerul Sănătății Publice (interimat)                                                                                                 | Adriean Videanu   | PD-L        | 1 octombrie 2009 | 23 decembrie 2009 |
| Ministerul Finanțelor Publice Ministerul Muncii, Familiei și Protecției Sociale (interimat)                                                                   | Gheorghe Pogea    | PD-L        | 1 octombrie 2009 | 23 decembrie 2009 |
| Ministerul Turismului Ministerul Mediului (interimar) | Elena Udrea       | PD-L        | 1 octombrie 2009 | 23 decembrie 2009 |
| Ministerul Dezvoltării Regionale și Locuinței | Vasile Blaga      | PD-L        | 1 octombrie 2009 | 23 decembrie 2009 |
| Ministerul Administrației și Internelor (interimat) | Vasile Blaga      | PD-L        | 1 octombrie 2009 | 27 noiembrie 2009 |
| Ministerul Tineretului și Sportului Ministerul pentru Relația cu Parlamentul (interimat)                                                                      | Luminița Plăcintă | PD-L        | 1 octombrie 2009 | 23 decembrie 2009 |
| Ministerul Comunicațiilor și al Societății Informaționale Ministerul pentru Întreprinderi Mici și Mijlocii, al Comerțului și al Mediul de Afaceri (interimat) | Gabriel Sandu     | PD-L        | 1 octombrie 2009 | 23 decembrie 2009 |